# Найда Мар'ян Володимирович

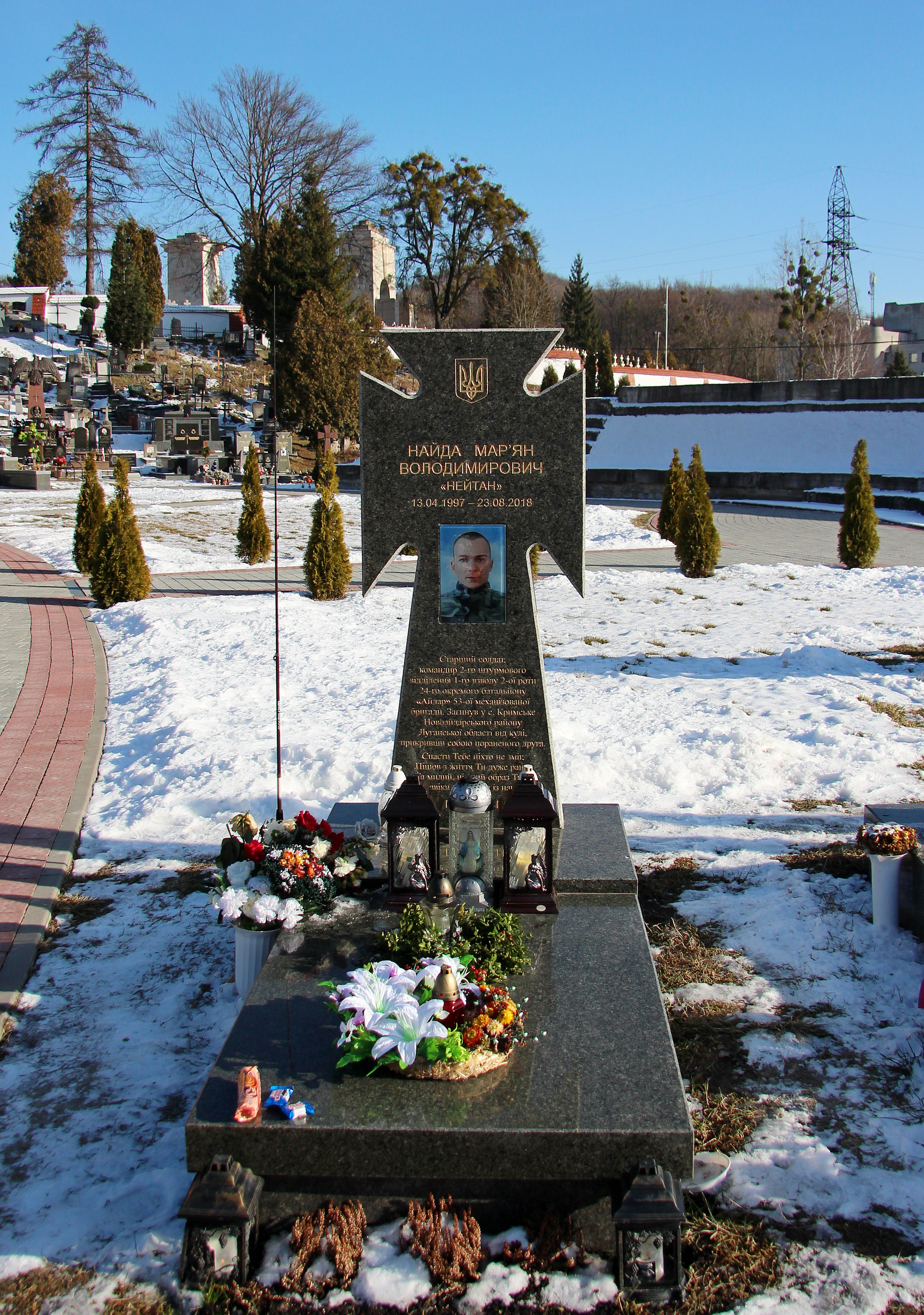

Мар'я́н Володи́мирович На́йда (13 квітня 1997 — 23 серпня 2018) — старший солдат Збройних сил України, учасник російсько-української війни.

## Життєпис
Народився 13 квітня 1997 року у Львові; закінчив ЛНВК «Провесінь», продовжив навчання у Львівському автомобільно-дорожньому коледжі та Технічному коледжі НУ «Львівська політехніка». Добре малював, багато читав, писав вірші.
У 18 років пішов на фронт, з 25 травня 2015-го по 19 вересня 2016 року служив стрільцем-санітаром у 1-й роті БСП «Донбас», пройшов бої за Широкине. Звільнений за скороченням штату, 13 лютого 2017-го підписав контракт зі Збройними силами; старший солдат, командир бойової машини — командир відділення 2-го штурмового відділення 1-го взводу 2-ї штурмової роти 24-го батальйону «Айдар».
23 серпня 2018 року загинув від кульового поранення в часі 4-годинного бою, який почався о 5:50 поблизу села Кримське (Новоайдарський район). Сили противника зі східної околиці Жолобка, під прикриттям артилерії та мінометного вогню, наблизилися до передових позицій бригади та спробували захопити спостережні пости. Для відсічі нападу застосовано резерви та здійснено вогневе ураження, внаслідок чого атаку вздовж Бахмутської траси відбили. У бою загинули четверо українських захисників — Мар'ян Найда, солдат Тарас Проценко, старший солдат Михайло Щербанюк та старший солдат Андрій Чирва, 7 зазнали поранень. Мар'ян Найда загинув в ході висування резерву на правому фланзі батальйону — прикрив собою пораненого товариша.
26 серпня 2018 року відбувся чин прощання в Гарнізонному храмі імені Петра і Павла, похований на Личаківському цвинтарі, Поле почесних поховань № 76.
Без Мар'яна лишились мама і молодший брат.

## Нагороди та вшанування
- указом Президента України № 239/2018 від 23 серпня 2018 року «за особисту мужність і самовіддані дії, виявлені у захисті державного суверенітету та територіальної цілісності України, зразкового виконання військового обов'язку» — нагороджений медаллю «Захиснику Вітчизни» (посмертно)[1].
- указом Президента України № 26/2019 від 31 січня 2019 року «за особисту мужність і самовіддані дії, виявлені у захисті державного суверенітету та територіальної цілісності України, зразкового виконання військового обов'язку» — нагороджений орденом «За мужність» III ступеня (посмертно)[2].
- 20 січня 2019 року, у День Героїв Небесної Сотні, на пошану Мар'яна Найди відкрита та освячена пам'ятна таблиця, що встановлена на фасаді гімназії «Провесінь»[3].